# Croce di Santa Brigida
La croce di Santa Brigida (dall'irlandese: Cros Bride) è un antico simbolo pagano dell'Irlanda integratosi, come molti altri elementi della preesistente religione celtica dell'isola, in seno alla chiesa cristiana locale, oggi questo simbolo appartiene ad entrambi i culti.
(Preghiera recitata in alcune parti d’Irlanda dopo aver appeso la croce alla porta)

## Descrizione

### La tradizione cristiana
Secondo la tradizione un capo pagano locale, o forse suo padre Dubhtach stesso, sul letto di morte era delirante e i suoi parenti cristiani chiamarono Brigida perché provasse a convertirlo. Brigida gli si sedette accanto, si abbassò e cominciò a consolarlo e prese dal pavimento dei giunchi (o della paglia) e incominciò ad intrecciarli per formare una croce. Il capo, oramai moribondo, le chiese che cosa stesse facendo e Brigida iniziò a spiegargli il significato della croce cristiana e di come Gesù era morto sul Calvario per la salvezza di tutti, compreso lui. Egli, convinto dall'idea che anche lui potesse salvarsi, incominciò a calmarsi e ad interrogarla con maggiore interesse su come potesse essere tanto amato. Quando poi Brigida ebbe finito di intrecciare la croce, l'uomo si convertì e le chiese di essere battezzato prima della sua morte.

### Altre tradizioni
Esistono tuttavia anche altre leggende e tra queste le maggiormente note sono quelle riportate qui di seguito:
- la croce potrebbe aver origine da un simbolo solare in quanto non è difficile riconoscere una svastica in essa;
- altra leggenda la lega alla ruota dell'anno, che coincide con i "cicli della natura", dove le quattro braccia raffigurano i "quattro aspetti della dea", ovvero la vergine, la madre, la strega e la vecchia saggia;
- un'altra racconta invece di una certa Brigid, accompagnata da altre ragazze, che portano le croci agli abitanti del suo paese e viene benedetta

## Usanze

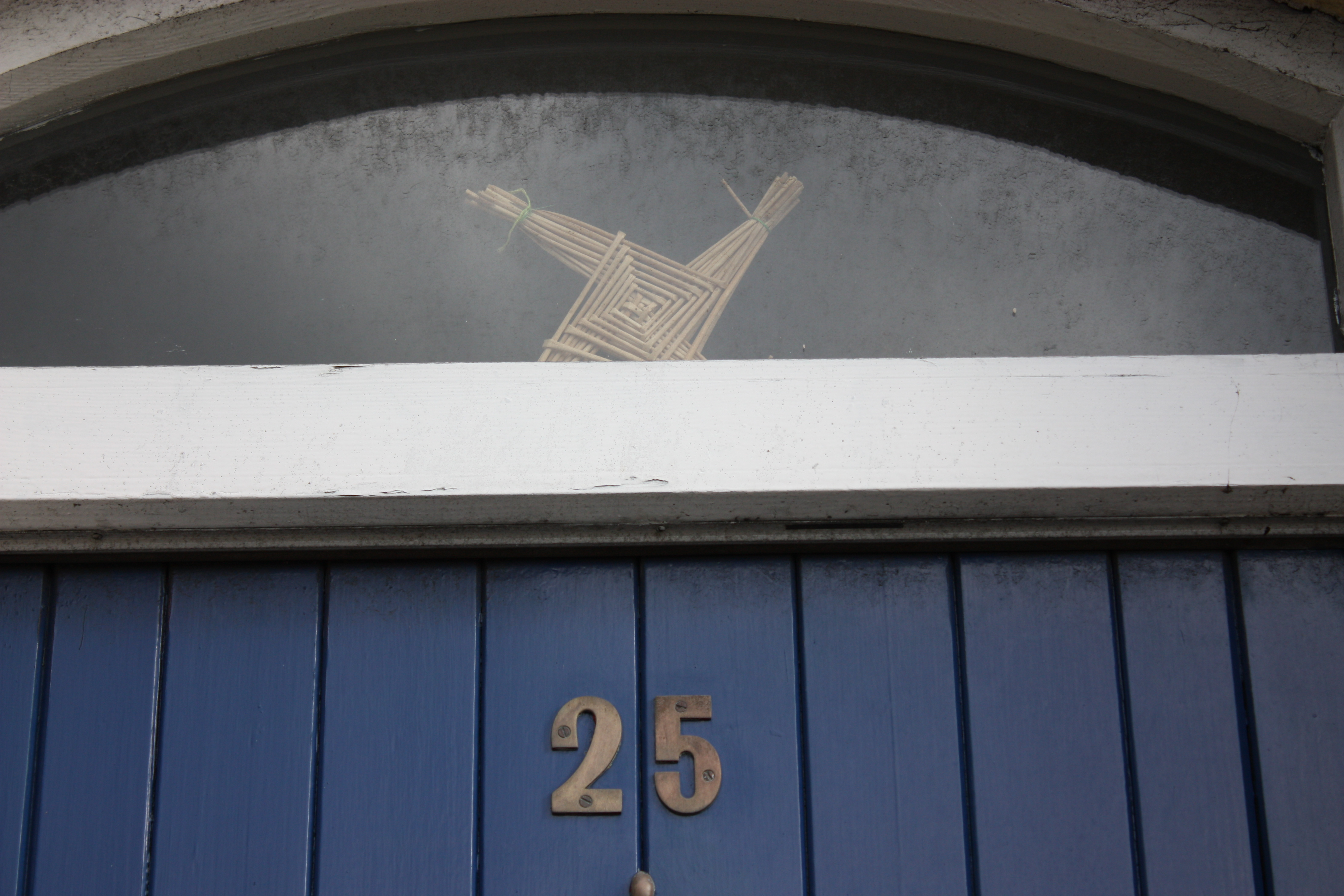
Numero civico di un'abitazione con sopra la croce

È usanza dei cattolici irlandesi devoti alla santa di costruire ed esporre una croce siffatta la vigilia 1º febbraio, ovvero il giorno dedicato alla santa, che coincide proprio con la festa pagana Imbolc. Solitamente la croce viene esposta sui tetti o sulle porte delle proprie case (soprattutto in quelle di legno ma anche altre tipologie di edifici) e per benedire tutte le persone che entrano o escono dalla stessa; infine si procede a bruciare quella vecchia, perché si pensa che possa proteggere la propria casa dal fuoco e dalle malattie. Nello stesso giorno, durante la Santa Messa in sua memoria, è tradizione intrecciare una croce di Santa Brigida. È usanza anche il benedire il materiale utilizzato e di pregare durante la sua costruzione.
Altre usanze erano:
- cospargere giunchi sui pavimenti delle proprie case;
- nella stalla a protezione degli animali e della produzione del latte.
- in alcune località è divenuta un simbolo di pace e veniva vista come un desiderio di riconciliazione dopo un litigio, poiché uno degli appellativi relativi alla santa è quello di "portatrice di pace".

## Creazione della croce

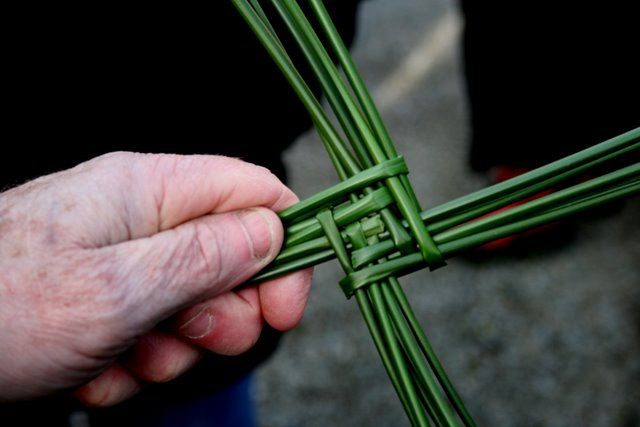
Un esempio per costruire la croce

La croce della devota si ottiene, secondo la tradizione, legando assieme cannucce di giunchi (o vimini) o fili di paglia messi in acqua per alcune ore per non spezzarsi, per tale motivo le quattro braccia non sono in corrispondenza ma stanno su differenti livelli. Solitamente i fili sono lunghi 25-30 centimetri a seconda delle preferenze.